# آدم إلياس فون سيبولد
آدم الياس فون سيبولد (بالألمانية: Adam Elias von Siebold) (و. 1775 – 1828 م) هو طبيب، وأستاذ جامعي، ومؤلف، وكاتب، وطبيب توليد ألماني، ولد في فورتسبورغ، كان عضوًا في الأكاديمية الألمانية للعلوم ليوبولدينا، توفي في برلين، عن عمر يناهز 53 عاماً.